# Oakfield (Wisconsin)
Oakfield ist eine Gemeinde (mit dem Status „Village“) im Fond du Lac County im US-amerikanischen Bundesstaat Wisconsin. Im Jahr 2010 hatte Oakfield 1075 Einwohner.
Oakfield ist Bestandteil der Metropolregion Fond du Lac, WI Metropolitan Statistical Area.

## Geografie
Oakfield liegt im mittleren Südosten Wisconsins, rund 50 km westlich des Michigansees. Die geografischen Koordinaten von Oakfield sind 43°41'10" nördlicher Breite und 88°32'47" westlicher Länge. Das Gemeindegebiet erstreckt sich über eine Fläche von 2,54 km² und ist vollständig von der Town of Oakfield umgeben, gehört dieser aber nicht an.
Nachbarorte von Oakfield sind Fond du Lac (14,1 km nordöstlich), Eden (17 km östlich), Brownsville (12,3 km südsüdöstlich), Mayville (22,9 km südlich), Waupun (18,6 km westsüdwestlich), Brandon (25,6 km westnordwestlich) und Rosendale (25,8 km nordwestlich).
Die nächstgelegenen größeren Städte sind Green Bay am Michigansee (116 km nordnordöstlich), Wisconsins größte Stadt Milwaukee (99,7 km südsüdöstlich), Chicago in Illinois (249 km in der gleichen Richtung), Rockford in Illinois (196 km südsüdwestlich) und Wisconsins Hauptstadt Madison (108 km südwestlich).

## Verkehr
Der U.S. Highway 151 führt in etwa 4 km Entfernung am nordwestlichen Ortsrand von Oakfield vorbei. Alle weiteren Straßen sind untergeordnete Landstraßen, teils unbefestigte Fahrwege sowie innerörtliche Verbindungsstraßen.
In Nordost-Südwest-Richtung verläuft durch Oakfield mit dem Wild Goose State Trail ein Rail Trail für Wanderer und Radfahrer. Im Winter kann der Wanderweg auch mit Schneemobilen und Skiern befahren werden.
Mit dem Fond du Lac County Airport befindet sich 12,5 km nordöstlich ein kleiner Flugplatz. Die nächsten Verkehrsflughäfen sind der Dane County Regional Airport in Madison (104 km südwestlich) und der Milwaukee Mitchell International Airport in Milwaukee (110 km südsüdöstlich).

## Bevölkerung
Nach der Volkszählung im Jahr 2010 lebten in Oakfield 1075 Menschen in 392 Haushalten. Die Bevölkerungsdichte betrug 423,2 Einwohner pro Quadratkilometer. In den 392 Haushalten lebten statistisch je 2,74 Personen. 
Ethnisch betrachtet setzte sich die Bevölkerung zusammen aus 96,9 Prozent Weißen, 0,2 Prozent Afroamerikanern, 0,3 Prozent amerikanischen Ureinwohnern, 0,4 Prozent Asiaten sowie 0,3 Prozent aus anderen ethnischen Gruppen; 2,0 Prozent stammten von zwei oder mehr Ethnien ab. Unabhängig von der ethnischen Zugehörigkeit waren 1,8 Prozent der Bevölkerung spanischer oder lateinamerikanischer Abstammung. 
26,2 Prozent der Bevölkerung waren unter 18 Jahre alt, 61,1 Prozent waren zwischen 18 und 64 und 12,7 Prozent waren 65 Jahre oder älter. 50,7 Prozent der Bevölkerung war weiblich.
Das mittlere jährliche Einkommen eines Haushalts lag bei 57.778 USD. Das Pro-Kopf-Einkommen betrug 23.789 USD. 8,3 Prozent der Einwohner lebten unterhalb der Armutsgrenze.